# 외메르 토프라크
외메르 토프라크(Ömer Toprak, 1989년 7월 21일 라벤스부르크 ~)는 독일에서 태어난 튀르키예의 전 축구 선수이다.

## 경력
토프라크는 FV 라벤스부르크에서 축구를 시작하였고, 2005년 여름에 SC 프라이부르크로 둥지를 옮겼다. 그는 2007년 7월에 시니어팀 데뷔전을 치렀다.

## 국가대표 경력
그는 독일의 U-19 국가대표팀으로 참여하여 2008년 U-19 유럽 챔피언쉽 우승을 하였다. 그는 세 경기에 참여하여 1득점을 기록하였다.

## 사생활
토프라크는 튀르키예 시바스 지방에서 이주한 이민자의 아들이다. 그는 바덴뷔르템베르크 주의 라벤스부르크에서 출생하여 자랐다. 그는 한명의 누나와 두명의 형이 있으며, 두 형중 하나인 하룬은 튀르키예의 클럽, 시바스스포르 소속이었다.
2011년 9월 30일, 외메르는 거스 히딩크 감독에 의하여 독일과 아제르바이잔과의 UEFA 유로 2012 예선을 앞두고 튀르키예 축구 국가대표팀에 발탁되었다.
2011년 11월 15일, 그는 크로아티아와의 UEFA 유로 2012 예선 플레이오프 2차전에서 튀르키예대표 데뷔전을 치렀다.

## 사고
2009년 6월 9일, 토프라크는 카트 사고를 당하였고, 화상을 입어 병원에서 치료를 받아야 했다. 그는 겨우 4달만에 훈련에 복귀할 수 있었다. 2010년 1월 6일, 토프라크는 엘체 CF와의 친선 경기에서 하프타임 동안에 출장하였다.
2015년 3월 18일 아틀레티코 마드리드전에서 경기 말아먹기와 대단한 PK실축으로 키슬링선수와 함께 팀을 챔스 16강전에서 팀을 패배로 이끌었다.